# أنيس الشاذلي
أنيس الشاذلي (ولد في 19 فبراير 1981) هو لاعب جودو تونسي.

## وصلات خارجية
- أنيس الشاذلي على موقع الفيدرالية الدولية للجودو (الإنجليزية)
- أنيس الشاذلي على موقع JudoInside.com (الإنجليزية)
- أنيس الشاذلي على موقع AllJudo.net (الفرنسية)
- أنيس الشاذلي على موقع اللجنة الأولمبية الدولية (الإنجليزية)
- أنيس الشاذلي على موقع أوليمبيديا (الإنجليزية)